# Chleby (Nymburk)
Chleby é uma comuna checa localizada na região da Boêmia Central, distrito de Nymburk.